# Ли, Робинн
Робинн Ли (англ. Robinne Lee; род. 16 июля 1974) — американская актриса. Родилась в Маунт-Верноне, штат Нью-Йорк, окончила юридическую школу Колумбийского университета, по после переквалифицировалась в актрису, дебютировав на экране в фильме «Невезучий» (1997).
Ли получила наибольшую известность благодаря основной женской роли в фильме 2003 года «Национальная безопасность». Также у неё были значительные роли в комедийных фильмах «Избавьте нас от Евы» (2003), «Из 13 в 30» (2004) и «Правила съёма: Метод Хитча» (2005). Позже она снялась в нескольких независимых фильмах, а также имела роль второго плана в фильме «Семь жизней» (2008).
На телевидении у Ли были второстепенные роли в сериалах «4исла» и «Дом семейства Пэйн». В 2013-14 годах снималась в сериале BET «Быть Мэри Джейн», играя роль врага главной героини.

## Избранная фильмография
| Год  |   | Русское название                 | Оригинальное название    | Роль     |
| ---- | - | -------------------------------- | ------------------------ | -------- |
| 2002 | с | Баффи — истребительница вампиров | Buffy the Vampire Slayer | Шарлотта |